# أمام زادة أسماعيل (شليل)
أمام زادة أسماعیل (بالفارسية: امامزاده اسماعیل) هي قرية تقع في إيران في قسم شلیل الريفي. يقدر عدد سكانها بـ 20 نسمة بحسب إحصاء 2016.